# A gURLs wURLd
A gURLs wURLd is een Australische jeugdserie die met Singaporese en Duitse inbreng gemaakt werd.
De drie hoofdrolspeelsters en hun personages zijn dan ook uit Australië, Singapore en Duitsland afkomstig.
Van A gURLs wURLd — met nadruk op URL — zijn 26 afleveringen van 30 minuten gemaakt. De serie werd bedacht, geschreven en geproduceerd door de Australische producent Noel Price, die eerder bekendheid verwierf met onder andere Spellbinder en Het Meisje Uit Het Jaar 3000. 

## Verhaal
De Australische Ally en de Duitse Emma zijn als uitwisselingsstudent in Singapore.
Daar leren ze Jackie kennen en de drie worden goede vriendinnen.
Ze volgen ook lessen moderne dans en nemen samen deel aan wedstrijden op school.
Als het schooljaar erop zit moeten Ally en Emma echter weer naar hun thuisland.
Van Jackies broer krijgen de drie als afscheidscadeau een beveiligde USB-stick mee die hen toegang geeft tot hun eigen privéchatroom.
Die sticks blijken de meisjes echter letterlijk van de chatroom naar elkaars huis te kunnen transporteren.

## Rolbezetting

### Hoofdpersonages
| Acteur            | Personage     | Opmerkingen             |
| ----------------- | ------------- | ----------------------- |
| Marny Kennedy     | Ally Henson   | Afkomstig uit Australië |
| Sophie Karbjinski | Emma Schubert | Afkomstig uit Duitsland |
| Charlotte Nicdao  | Jackie Lee    | Afkomstig uit Singapore |

### Nevenpersonages
| Acteur          | Personage    | Opmerkingen                                    |
| --------------- | ------------ | ---------------------------------------------- |
| Takaya Honda    | Josh Lee     | Jackies broer                                  |
| Jannik Schümann | Nicholas     | Vriend van Emma in Duitsland                   |
| Luke Erceg      | Dan          | Werkt op de paardenboerderij van Ally's ouders |
| Sam Fraser      | Damon Henson | Ally's jongere broer                           |

## Vlaamse stemmen
- Jackie - Maja Van Honsté
- Ally - Sara Gracia Santacreu
- Emma - Cathy Petit
- Josh (Jackies broer) - Niels Destadsbader